# ميشلين برنارد
ميشلين برنارد هي ممثلة كندية، ولدت في 15 مايو 1955 في مدينة كيبك في كندا.

## أعمال

### أفلام
- لست أنا! أقسم لكم

## وصلات خارجية
- ميشلين برنارد على موقع IMDb (الإنجليزية)
- ميشلين برنارد على موقع روتن توميتوز (الإنجليزية)
- ميشلين برنارد على موقع ألو سيني (الفرنسية)
- ميشلين برنارد على موقع أول موفي (الإنجليزية)
- ميشلين برنارد على موقع قاعدة بيانات الفيلم (الإنجليزية)